# Johann Klingenberg († 1356)

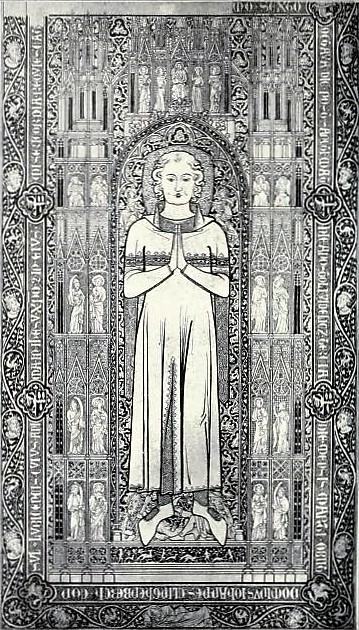
Grabplatte des Johann Klingenberg (Zeichnung von Carl Julius Milde aus dem Jahr 1853)

Johann Klingenberg (* in Lübeck; † 3. März 1356 ebenda) war Ratsherr der Hansestadt Lübeck.

## Leben
Johann Klingenberg war Sohn des 1308 erwähnten Lübecker Bürgers Eberhard Klingenberg. Seit 1337 ist er als Ratsherr in Lübeck belegt. 1341 wurde er Vorsteher des Heiligen-Geist-Hospitals. 1343 vertrat er die Stadt als Gesandter bei König Magnus II. von Schweden. 1345 war er Kämmereiherr der Stadt. Er machte sich um das Kloster Rehna so verdient, dass seine Tochter dort als Nonne eine Freistelle erhielt.
Johann Klingenberg bewohnte erst das Haus Sandstraße 3, dann das Haus Königstraße 77 in Lübeck. Er wurde in der Petrikirche unter einer großen Messinggrabplatte vor dem Hauptaltar bestattet.
Der Lübecker Ratsherr Johann Klingenberg († 1371) war sein Sohn.

## Messinggrabplatte
Seine in Flandern gefertigte monumentale Messingrabplatte mit Vollbild wurde beim Luftangriff auf Lübeck 1942 zerstört, mit Ausnahme einiger größerer und kleinerer Fragmente,  die im Magazin des St.-Annen-Museums verwahrt wurden und ab 2015 im Europäischen Hansemuseum gezeigt werden.

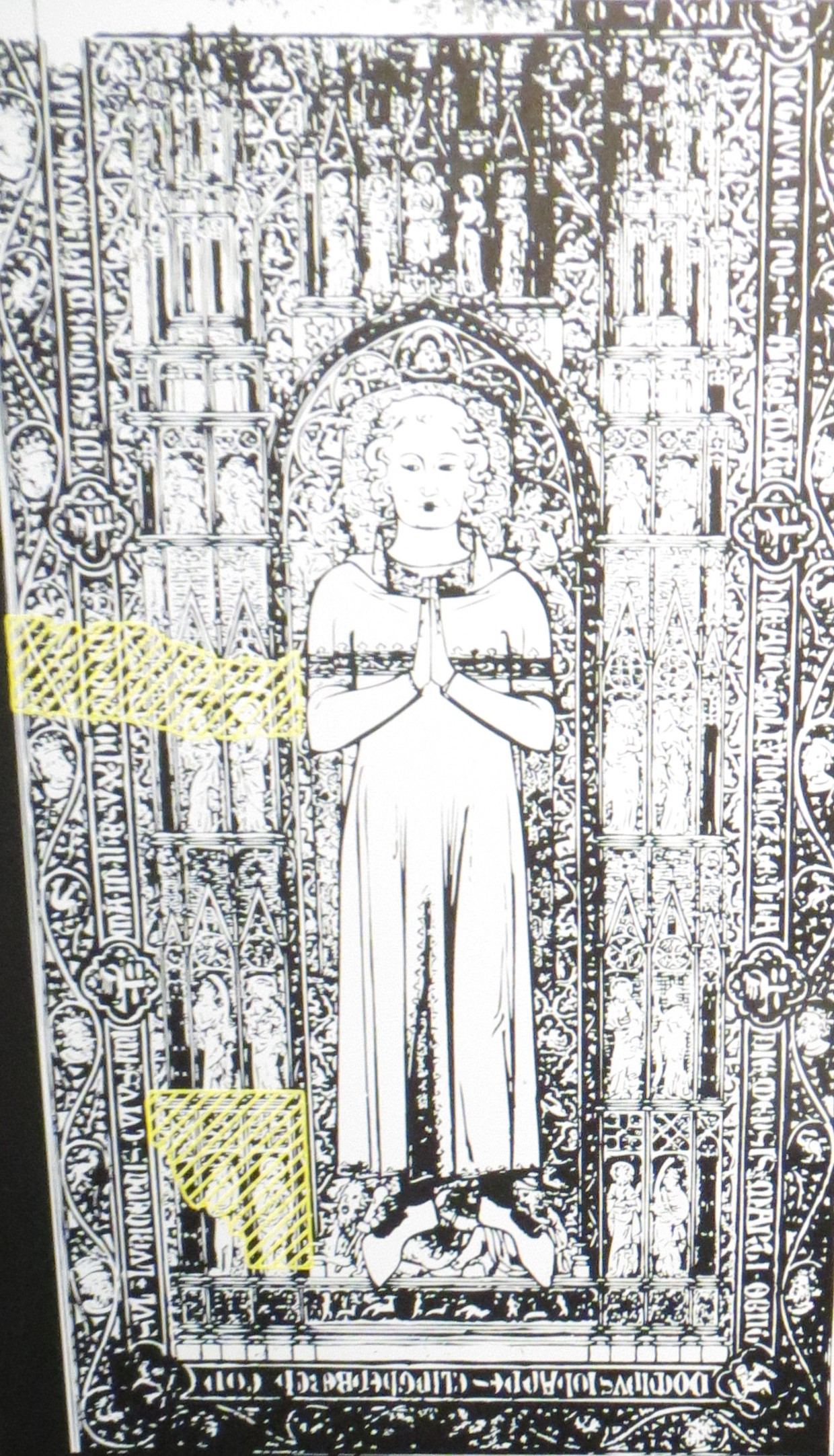
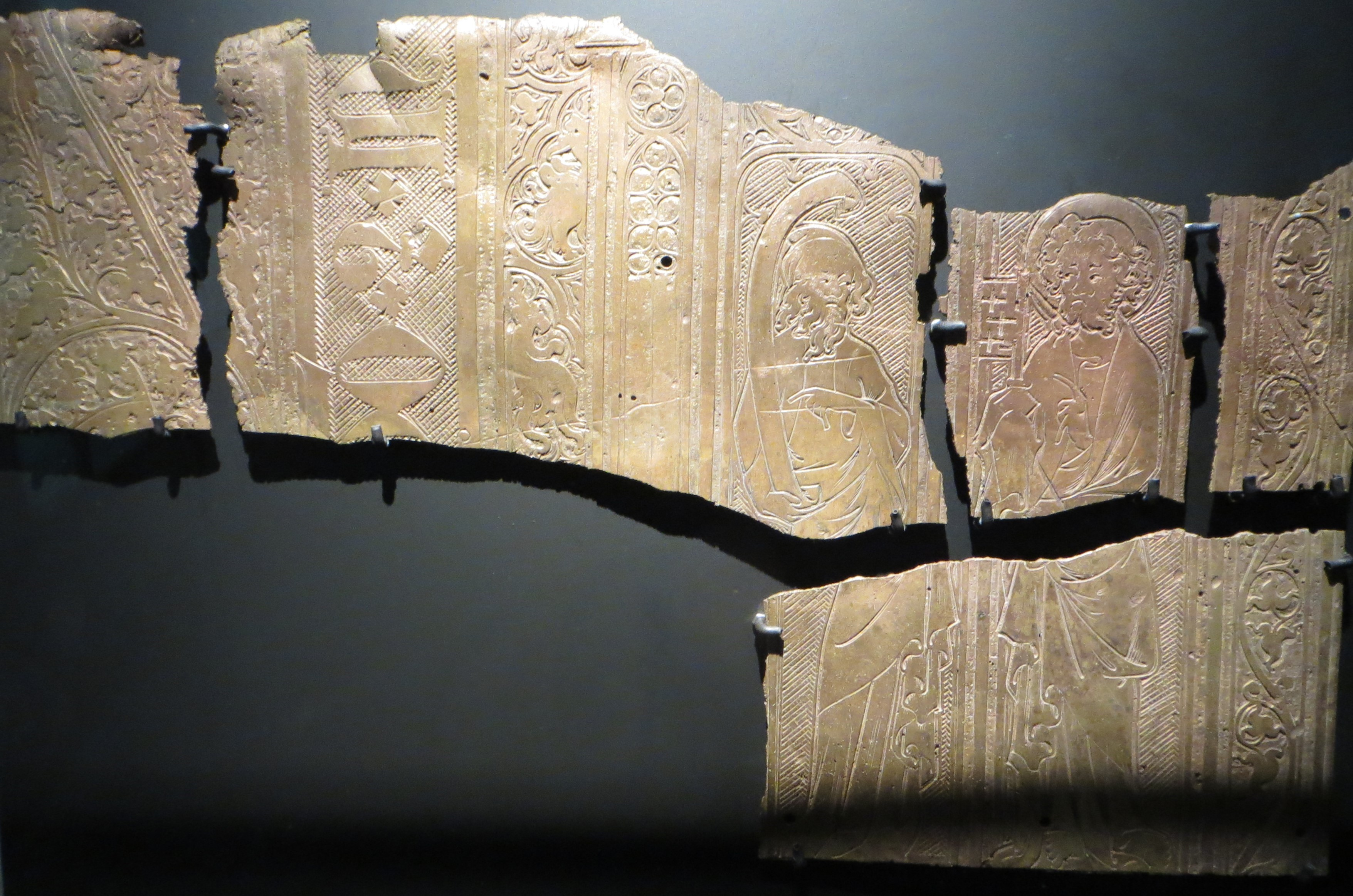
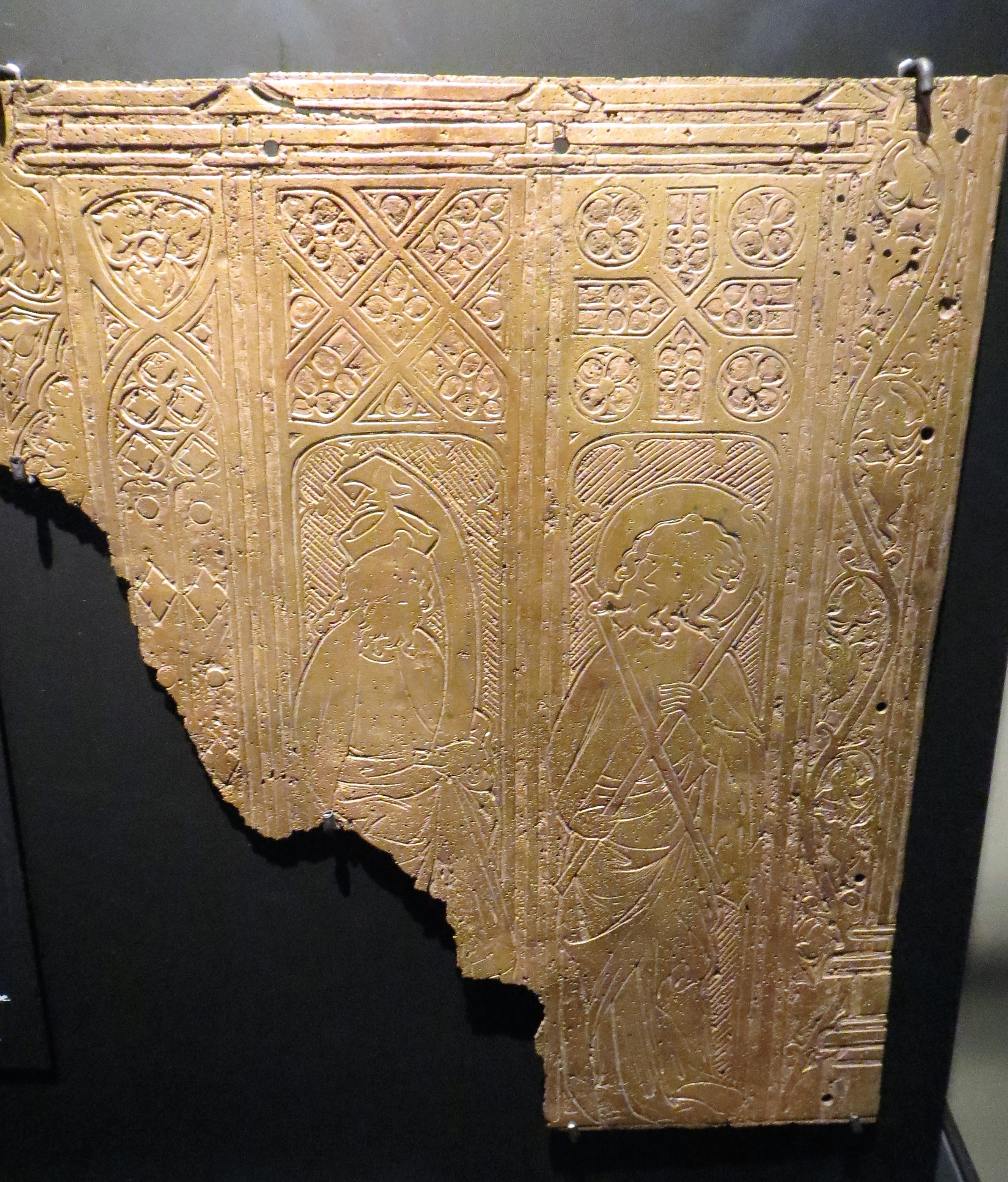